# Iloosh Khoshabe
Iloosh Khoshabe ou Ilush Khoshabe (persan : ایلوش خوشابه), né en 1932 à Geogtapa, Ourmia (Azerbaïdjan occidental) et mort le 14 avril 2012 à Téhéran, est un culturiste et acteur iranien. Il est né de parents assyriens dont le nom Khoshabe (ou Khoshaba) signifie « dimanche » en langue assyrienne. Il est apparu dans un certain nombre de films produits au Proche-Orient et en Europe sous divers pseudonymes,, dont Rod Flash Ilush, Richard Lloyd, Iloosh Khoshabe, et les mononymes Ilush et Iloosh.
Khoshabe est surtout connu pour avoir joué dans des péplums italiens produits au début des années 1960, notamment Vulcan, fils de Jupiter (it) et Les Nouvelles Aventures d'Ali Baba (it), ainsi que Hercule, Samson et Ulysse et Les Invincibles Frères Maciste.

## Filmographie sélective
- 1955 : Amir Arsalan-e namdar (fa) (امیر ارسلان نامدار) de Shapur Yasami (fa)
- 1962 : Vulcan, fils de Jupiter (it) (Vulcano, figlio di Giove) d'Emimmo Salvi
- 1962 : Les Nouvelles Aventures d'Ali Baba (it) (Le sette fatiche di Alì Babà) d'Emimmo Salvi
- 1963 : Hercule, Samson et Ulysse (Ercole sfida Sansone) de Pietro Francisci
- 1964 : Les Invincibles Frères Maciste (Gli invincibili fratelli Maciste) de Roberto Mauri
- 1975 : Due Magnum 38 per una città di carogne (it) de Mario Pinzauti
- 1978 : Pugni dollari e spinaci (it) d'Emimmo Salvi
- 1982 : Les Derniers Monstres (Sesso e volentieri) de Dino Risi